# Bae Bien-u
Bae Bien-u (hangŭl (이동국?, Bae Byeong-uLR); Yeosu, 22 maggio 1950) è un fotografo sudcoreano.
Le sue opere sono principalmente fotografie di paesaggi della penisola coreana, in particolare foreste di pini e coste marine.

## Biografia
Bae Byeong-u nasce a Yeosu, Corea del Sud, il 22 maggio 1950. Studia arte presso l'Università Hongik di Seul, dove consegue il Bachelor of Fine Arts nel 1974 e il Master of Fine Arts nel 1978. Negli anni successivi inizia a fotografare foreste di pini, ricevendo le lodi di Yoo Duk-hyung, presidente del Seoul Institute of the Arts. Nel 1981 viene assunto dall'istituto, dove insegnerà fotografia per i trent'anni successivi. Nel 1982 inizia a esporre le proprie fotografie in Corea, e dal 1988 in poi viene invitato a esporre le proprie opere in varie gallerie in tutta Europa. Nello stesso periodo decide di utilizzare per il proprio nome la traslitterazione non-standard Bae Bien-u, più semplice da pronunciare per un pubblico europeo. Nel 1988–1989 è visiting professor presso l'Università di Bielefeld. Bae si ispira all'opera del pittore Jeong Seon, vissuto nel periodo Joseon, e utilizza spesso una pellicola in formato panoramico 2:1 simile a quello della carta tradizionale hanji.
(Bae Byeong-u)
A partire dagli anni ottanta Bae fotografa le tombe della dinastia Silla a Gyeongju, il Santuario di Jongmyo, i vulcani dell'isola Jeju e numerosi altri luoghi più o meno noti della penisola coreana. Nel 2004 è invitato al Festival della Fotografia di Tahiti, e coglie l'occasione per fotografarne il paesaggio. Nel 2009 visita Alhambra, in Spagna, e realizza la mostra Soul Garden in cui mette a confronto le immagini dei giardini del complesso monumentale con quelle dei Giardini Reali del Changdeokgung a Seul. Nello stesso anno il Governo della Corea del Sud sceglie un libro di Bae come regalo per il Presidente degli Stati Uniti Barack Obama durante la sua visita nel Paese. Nel 2012 l'artista realizza Windscape, una mostra che ha come tema l'effetto del vento sul paesaggio. Nel 2014 è scelto dal curatore cubano Gerardo Mosquera per partecipare alla mostra Perduti nel paesaggio del Museo d'arte moderna e contemporanea di Trento e Rovereto.

## Pubblicazioni
- The Beauty of Korea, Youlhwadang Publishers, 2005, ISBN 978-8930101769.
- Sacred Wood, Hatje Cantz, 2009, ISBN 978-3775722834.
- Alhambra Soul Garden, TF Editores, 2009, ISBN 978-8486827298.
- Windscape, Hatje Cantz, 2013, ISBN 978-3775734974.

## Mostre personali
L'elenco delle mostre personali è tratto dal sito della Axel Vervoordt Gallery.
- Seascapes, Kwan Hoon Gallery, Seul, Corea del Sud, 1982
- Marado, Hanmadang Gallery, Seul, Corea del Sud, 1985
- Korean Landscapes, Galerie Raiffeisen Bank, Bamberg, Germania, 1988
- Landscapes, Galerie Hochschule, Bielefeld, Germania, 1989
- Meeting and Departure, Seoul Art Center, Seul, Corea del Sud, 1993
- Photographies de Kyungju, Galerie Jean-Luc & Takako Richard, Parigi, Francia, 1998
- Tree, Bhak Gallery, Seul, Corea del Sud, 2000
- Galleria Sigong, Taegu, Corea del Sud, 2000
- ISE Cultural Foundation, New York, Stati Uniti, 2001
- Artsonje Center, Seul, Corea del Sud, 2002
- Pine, Galerie Gana-Beaubourg, Parigi, Francia, 2002
- Tahiti Festival de la Photographie, Tahiti, 2003
- Wind of Tahiti, Galerie Gana-Beaubourg, Parigi, Francia, 2004
- Wind of Tahiti, Gana Art Center, Seul, Corea del Sud, 2004
- Pollar Gallery, Francoforte, Germania, 2005
- Beauty of Korea, Insa Art Center, Seul, Corea del Sud, 2005
- Photo España, Thyssen Museum, Madrid, Spagna, 2006
- Lee C Gallery, Seul, Corea del Sud, 2007

- Phillips de Pury & Company, Londra, Regno Unito, 2008
- Sonamu, Gana Art Center, New York, Stati Uniti, 2008
- Timeless Photography, Bozar-Center for Fine Arts, Bruxelles, Belgio, 2008
- National Museum of Contemporary Art, Deoksugung, Corea del Sud, 2009
- Soul Garden, Museo de Bellas Artes de Granada, Spagna, 2009
- Sacred Wood, Aando Fine Art, Berlino, Germania, 2009
- Sacred Wood, Galerie zur Stockeregg, Zurigo, Svizzera, 2009
- Where God and Man Collide, Festival di Salisburgo, Austria, 2010
- Artsonje Museum, Gyeongju, Corea del Sud, 2011
- Convexconcave, Axel Vervoordt Gallery, Anversa, Belgio, 2011
- Ferme de Villefavard en Limousin, Francia, 2011
- Sailing the seas, GS Yeulmaru, Yeosu, Corea del Sud, 2012
- Windscape, Aando Fine Art, Berlino, Germania, 2012
- Windscape, Christophe Guye Galerie, Zurigo, Svizzera, 2012
- Windscape, Paris Photo, Parigi, Francia, 2012
- Windscape, Galerie RX, Parigi, Francia, 2012
- Pins de Gyeon Gju, Domaine de Chaumont-sur-Loire, Francia